# Герина (Караш-Северін)
Герина (рум. Gărâna) — село у повіті Караш-Северін в Румунії. Входить до складу комуни Бребу-Ноу.
Село розташоване на відстані 327 км на захід від Бухареста, 18 км на південний схід від Решиці, 89 км на південний схід від Тімішоари.

## Населення
За даними перепису населення 2002 року у селі проживали 70 осіб.
Національний склад населення села:
| Національність | Кількість осіб | Відсоток |
| -------------- | -------------- | -------- |
| румуни         | 35             | 50,0%    |
| німці          | 32             | 45,7%    |

Рідною мовою назвали:
| Мова      | Кількість осіб | Відсоток |
| --------- | -------------- | -------- |
| румунська | 35             | 50,0%    |
| німецька  | 33             | 47,1%    |